# Unión Nacional de Juristas de Cuba
La Unión Nacional de Juristas de Cuba (UNJC) es una organización no gubernamental que aglutina a los profesionales del Derecho de Cuba.
Fue fundada el 8 de junio de 1977. La componen catorce mil profesores universitarios, investigadores, abogados, jueces, fiscales, notarios, etc. Cada cinco años realiza un congreso que elige cincuenta y dos miembros para su Consejo Nacional y quince para su Junta Directiva Nacional. Cada provincia y municipio tiene su consejo y su junta directiva. Las Delegaciones de Base integran a los afiliados de la UNJC.
Para contribuir al progreso de la ciencia y práctica del Derecho, la UNJC estableció numerosas sociedades científicas, las cuales realizan diversos eventos anualmente. En este sentido destaca la Sociedad Científica de Derecho Constitucional y Administrativo como una de las más visibles, sobre todo a raíz del debate constitucional. La misma aglutina a los profesionales que laboran, muchos de ellos profesores universitarios, en las ramas del Derecho Constitucional, la Historia del Derecho, La Filosofía del Derecho, el Derecho Administrativo, y demás ramas básicas.
La UNJC está afiliada a la Asociación Americana de Juristas, la  Asociación Internacional de Juristas Demócratas, la Unión Iberoamericana de Colegios y Agrupaciones de Abogados, la Federación Centroamericana y del Caribe de Colegios y Asociaciones de Abogados y la Federación Interamericana de Abogados. El 14 de mayo de 1997 obtuvo el estatus de consultiva (sin derecho a voto pero sí a voz) en el Consejo Económico y Social de las Naciones Unidas.
Su Presidente de Honor es el Dr. Fidel Castro. La UNJC entrega anualmente el Premio Nacional de Derecho Carlos Manuel de Céspedes.